# Chilly-Mazarin
Chilly-Mazarin é uma comuna francesa , localizado dezoito quilômetros ao sul-oeste de Paris, no departamento de Essonne na região da Ilha de França. É a principal cidade do cantão de Chilly-Mazarin.
Seus habitantes são chamados de Chiroquois..

## Toponímia
Cailliacum em 1110, Calliacum em 1187, Chilliacum, Challiacum no século XIII, Chailliacum em 1300, Chaliacum em 1458, Chailly em 1632, Challi, Chilly em 1711.
A origem do nome do lugar vem da palavra gaulesa Cail significando "floresta" ou pré-indo-europeu Kal significando "pedra". Ela foi criada sob o nome Chilly em 1711, a referência à família de Mazarin foi adicionada em 1822.

## História

### As origens
A descoberta no território de uma ponta de flecha, pás e lâminas do neolítico e da sepultura de uma mulher testemunham a ocupação do local nesta época. Durante o período galo-romano no século III sob o reinado de Septímio Severo, as fontes foram captadas para alimentar Lutécia em água.

### Vila agrícola e senhores prestigiosos

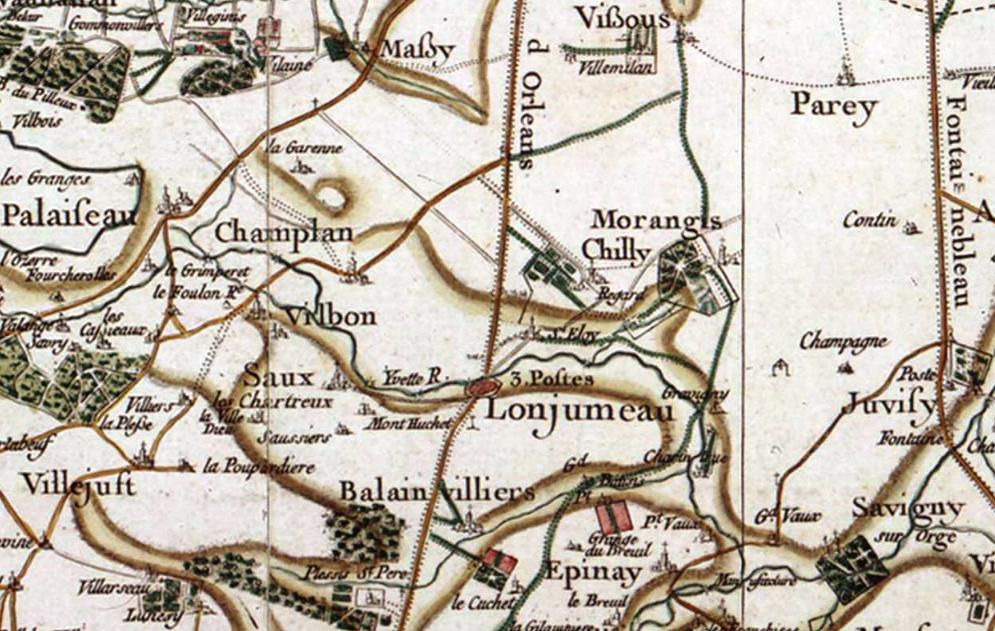
Mapa da região de Chilly no século XVII por Cassini.

No século VIII, a população local partilhava sua atividade entre a viticultura e o cultivo do trigo. No século XII, a vila chamada Chailly já dispunha de uma igreja e um moinho.
Entre 1108 e 1148, as terras vitícolas foram desligadas do domínio real e cedidas por Luís VI para o mosteiro de Longpont.
Mais tarde, o campo passou de volta aos condes de Dreux, que construíram um primeiro castelo e o priorado de Val-Saint-Éloi. Através de uma série de casamentos e sucessões, tudo pertencia aos duques da Bretanha e à casa de Anjou, a paróquia dependente do decanato de Montlhéry. Durante o século XIV, a vila conheceu a jacquerie.
Em 1624, Antoine Coëffier de Ruzé de Effiat se tornou vitorioso em sua missão de embaixador em Londres para negociar o casamento de Henriqueta da França e Carlos I de Inglaterra foi condecorado com a Ordem do Espírito Santo e recebeu as terras de Chailly, também escrito Cliavilly, Longjumeau e Balizy, para a ocasião reuniram em um só marquesado e mudou o nome do burgo para Chilly. Ele obteve de Luís XIII o direito de usar as águas do aqueduto de Lutécia para alimentar os pedaços de água do parque do castelo, ele adiciona dois moinhos de jardim servindo de guarda. Em 17 de setembro de 1613 Luís XIII veio para ouvir a missa na igreja Saint-Étienne. Em 1626, o campanário foi reconstruído e em 1628 o cemitério adjacente foi transferido. Em 1630, ele entregou a Robert Godefroy o domínio de Bel Abord, onde é construído um castelo. Em 1642, o marechal de Effiat construiu a primeira escola da comuna. Em 1661, seu neto Armand de La Meilleraye se casou com Hortense Mancini, sobrinha do cardeal Mazarin que lhe autorizou a portar o seu nome.
Em 1771, Luísa d'Aumont se casou com o príncipe Honorato IV de Mônaco e trouxe-lhe o título de marquês de Chilly e duque de Mazarin.

### Mutação e desenvolvimento
A partir do século XVIII, a atividade de elaboração dos vinhos e moagem declinou. Em 1804, Luísa d'Aumont vendeu o castelo de Chilly para o empresário Louis-Joseph Lecocq que ordenou a destruição em 1822 das duas alas laterais antes de vender o domínio em parcelas. Em 1856, a comuna construiu no local da antiga escola uma nova prefeitura-escola. Em 1870 durante a guerra franco-prussiana, o edifício serviu de enfermaria ao ocupante. A chegada em 1883 da linha da Grande Ceinture e em 1893 da linha do Arpajonnais que ligou diretamente a comuna às halles de Paris modificou seu destino, o burgo passou de uma função alimentadora no início do século XX para um papel de acolhedor dos novos franciliens, multiplicando por três sua população entre 1921 e 1926.

### Cidades geminadas
Chilly-Mazarin desenvolveu associações de geminação com :
- Carlet (Espanha), desde 1988, em espanhol Carlet, localizada a 1 076 km[11].
- Diéma (Mali), desde 1986 localizada a 3 928 km[12].

## Patrimônio

### Patrimônio ambiental

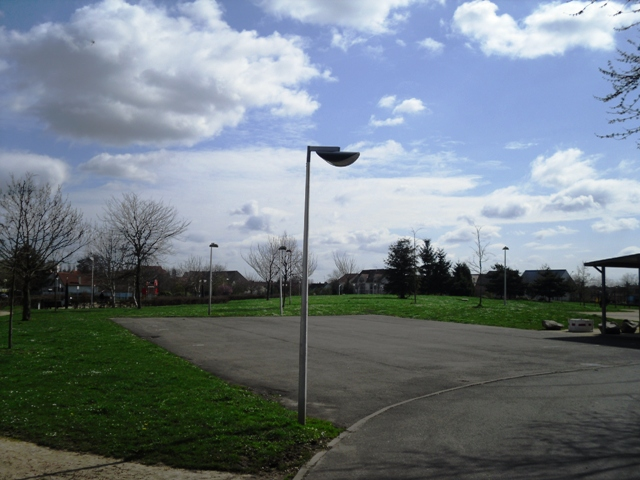
Parc des Champs Foux.

Há vários parques e jardins dispersos no território, incluindo o parc de l'hôtel de ville a oeste, o parc des Champs Foux a leste, o espaço Rol Tanguy e o bois de Saint-Eloi ao sul. A comuna foi recompensada com três flores no Concurso das cidades e aldeias floridas. O bois Saint-Éloi na beira do rio foi classificado "Espaço natural sensível" pelo conselho geral de Essonne.

### Patrimônio arquitetônico
A igreja Saint-Étienne do século XII foi classificada nos monumentos históricos em 12 de abril de 1923 e inscrita em 17 de junho de 1987. O château de Chilly-Mazarin do século XVII foi inscrito nos monumentos históricos em 10 de maio de 1926 e 29 de março de 1929 e classificados em 4 de agosto de 1953, hoje abriga a prefeitura.O château de Bel Abord do século XVII foi listado como monumento histórico em 28 de dezembro de 1984.Dois portões do século XVII na avenue Mazarin, também são classificados desde a mesma data · .

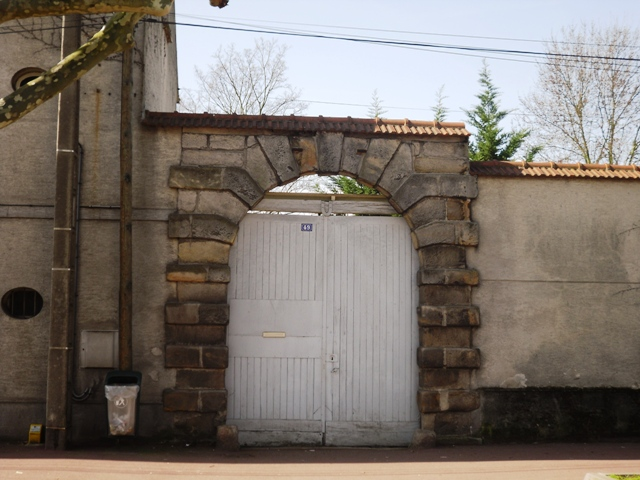
O pórtico do antigo castelo de Chilly.
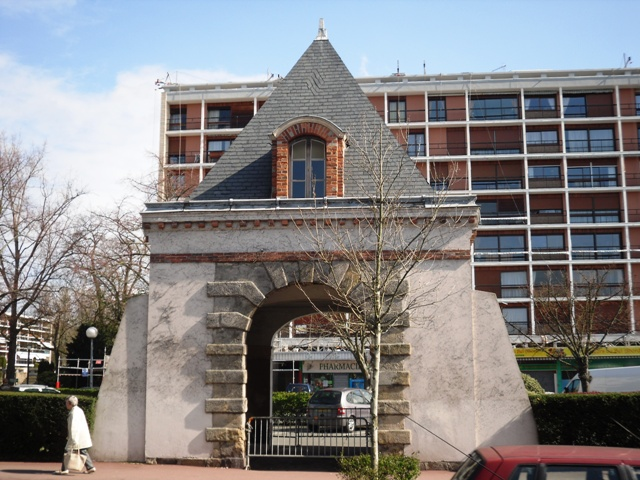
O pórtico do antigo castelo de Bel Abord.

### Personalidades ligadas à comuna

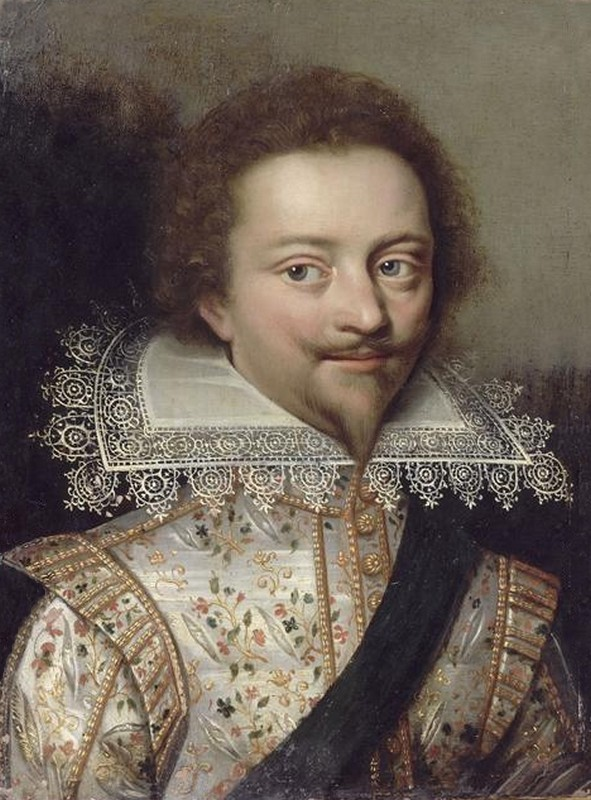
Antoine Coëffier de Ruzé de Effiat.

Várias figuras públicas, nasceram, morreram ou viveram em Chilly-Mazarin:
- Antoine Coëffier de Ruzé de Effiat (1581-1632), Grão-mestre da artilharia da França que foi o senhor.
- Luísa d'Aumont (1759-1826), aristocrata que foi a senhora.
- Alberto II de Mônaco (1958- ), príncipe soberano de Mônaco que detém o título de marquês de Chilly-Mazarin.